# 滿地可煙肉三文治

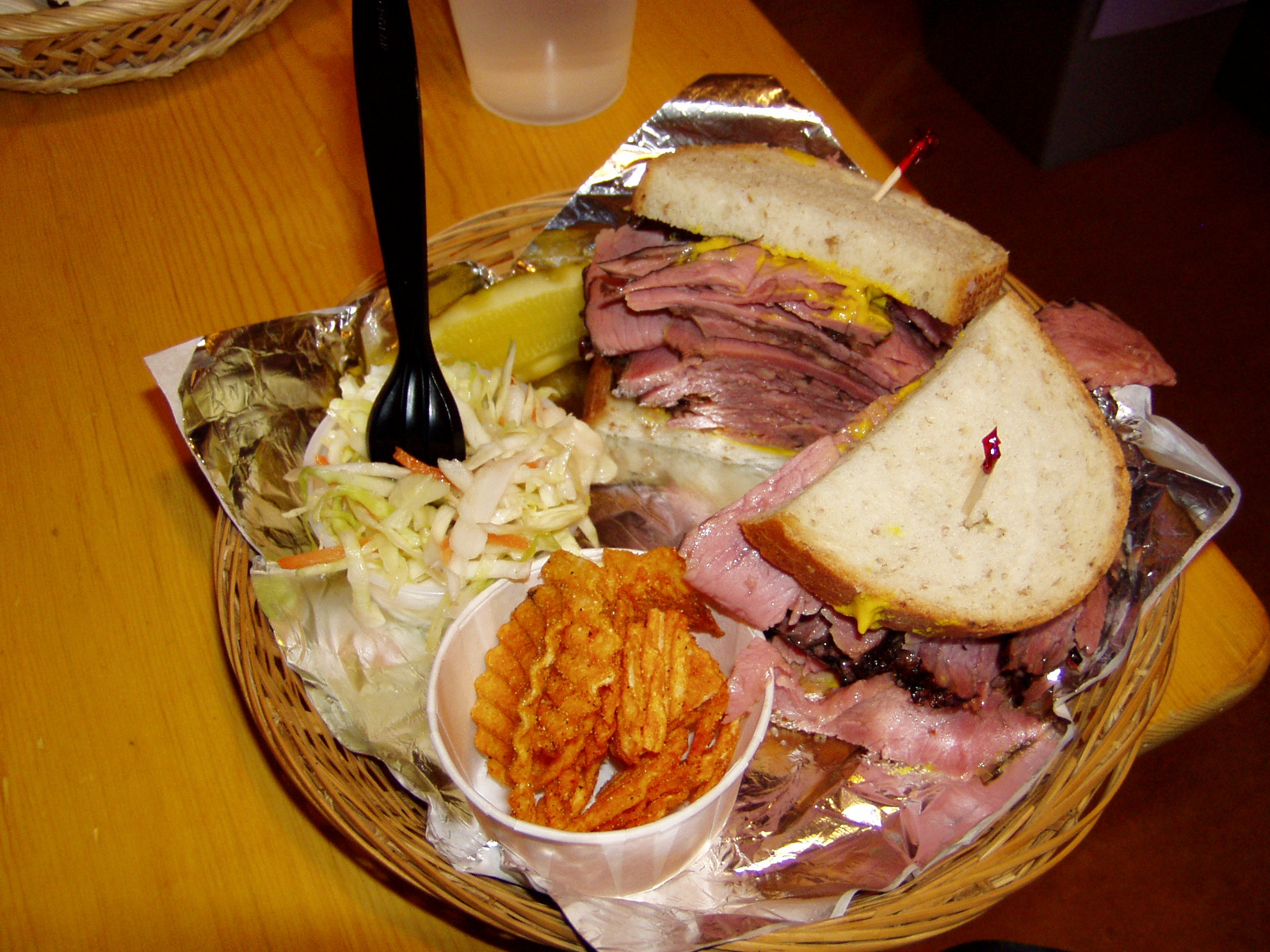
滿地可煙肉三文治，附涼拌捲心菜及馬鈴薯片

蒙特利尔烟肉三明治（法語：Sandwich à la viande fumée）是加拿大魁北克省蒙特婁的特色食物。它將猶太潔食熟食牛胸肉以香料醃漬超過入味一週，再經高溫煙燻、蒸熟，製成蒙特婁式煙燻肉（在蒙特婁簡稱為煙燻肉），常搭配裸麥麵包、淋上芥末醬食用。
燻肉三明治在各地的做法可能十分相似；蒙特婁式煙熏肉以碾碎的胡椒粒和芫荽等香料進行調味，比紐約的五香燻牛肉少加了許多食糖。少數蒙特婁式煙熏肉是先以鹽醃漬、再經調味製成，類似於粗鹽腌牛肉。